# Døden er et biprodukt
Døden er et biprodukt er en dansk dokumentarfilm fra 1971 med instruktion og manuskript af Alan Lowry.

## Handling
En indføring i forureningsproblemer knyttet til industrisamfundets kritikløse anvendelse af produktivitets-kriteriet som styrende princip. Derefter kulegraver den ansvarsfordelingen og rejser spørgsmålet, om politikere er i stand til at frigøre sig fra snævre økonomiske interesser.